# الكافي (كتاب)
«الكافي في الأصول والفروع» المشهور بِاسم «الكافي»، من أبرز كتب الحديث عند الشيعة يعد أكثر الكتب الأربعة اعتبارا، وهو من تأليف محمد بن يعقوب الكليني، ويشتمل الكتاب على ثلاثة أقسام: أصول الكافي، وفروع الكافي، وروضة الكافي، ويعد من أهم مصادر الحديث لدى الشيعة.
نقل الكليني أحاديث هذا الكتاب بأقل الوسائط؛ وذلك بسبب علاقته بأصحاب الأئمة وأن الأصول الأربعمائة كانت في متناول يده، واعتقد بعض علماء الشيعة بصحة جميع الروايات الموجودة في الكافي، واعترف البعض الآخر بوجود أحاديث ضعاف فيه.
وألفت حوله الكتب الكثيرة من الشروح والمختصرات والتعليقات وغيرها مما يتعلّق بعلوم الحديث ونقل بعض البحاثين أن عدد الكتب المؤلفة التي لها علاقة بالكافي بلغ أكثر من مائتي كتاب

## نبذة عن المؤلف
هو محمد بن يعقوب بن إسحاق الكليني الرازي (توفي سنة 329 هـ / 941 م) يعد من كبار فقهاء ومحدثي الشيعة الإمامية، ولد الكليني في النصف الثاني من القرن الثالث بقرية كُلَين، الواقعة في جنوبطهران.
تولَّى أبوه منذ صغره رعايته وتربيته، حيث علَّمه الأخلاق، وحسن السلوك، والآداب الإسلامية. وكان لخاله أثر في نشأته وتربيته.
لم تحدد المصادر زمان ولادته ومكانها بالتحديد؛ ألا أنّ المسلّم به من خلال تتبع كلمات الرجاليين أنّه ولد في قرية كُلين إحدى توابع مدينة الري، كما يستفاد من مجموعة من القرائن التاريخية أنّ زمن ولادته يقارب ولادة المهدي في سنة 255هـ، وأنّه عاش في زمن الغيبة الصغرى.
توفى ببغداد سنة 329 هـ
قالوا عنه:

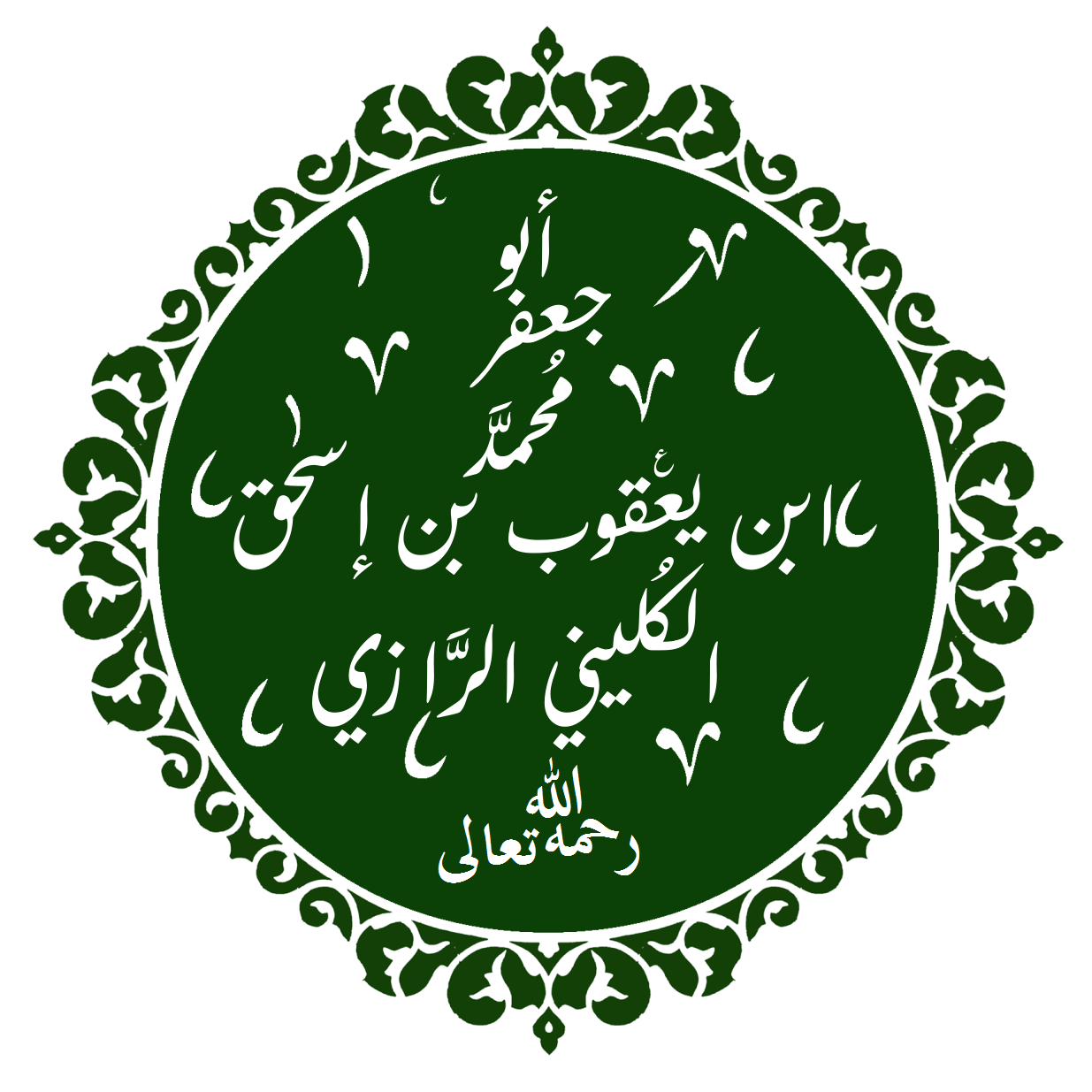
تخطيط لاسم الكليني مصنّف كتاب الكافي

- الصدوق:«« حدّثنا الشيخ الفقيه محمّد بن يعقوب رضى الله عنه ».»[9]
- النجاشي: «« شيخ أصحابنا في وقته بالريّ ووجههم ، وكان أوثق الناس في الحديث ، وأثبتهم »»[10]
- الطوسي: «« ثقة ، عارف بالأخبار »»[11]
- الطبرسي:««« فمن ذلك : ما رواه محمّد بن يعقوب الكليني وهو من أجلّ رواة الشيعة وثقاتها »»»[12]

- ابن طاوس: ««« الشيخ المتّفق على عدالته وفضله وأمانته محمّد بن يعقوب الكليني »»»[13]
- النووري الطبرسي:««فخر الشيعة ، وتاج الشريعة ، ثقة الإسلام ، وكهف العلماء الأعلام»[14]

## تسمية الكتاب وسبب تأليفه والكلام فيه

### وجه تسمية الكتاب
هناك وجهان مشهوران لتسمية هذا الكتاب بالكافي ، الأول مستوحى من كلام الكليني نفسه، يقول: «كتاب كافٍ يجمع فيه من جميع فنون علم الدين»، والثاني أن عنوان الكتاب مأخوذ من عبارة شهيرة دون سند  من المهدي يقول فيها:«الكافي كافٍ لشيعتنا» ، وقد صدرت هذه العبارة حينما عُرض عليه «كتاب الكافي» فامتدحه وقال فيه كلمته الشهيرة الا ان الكثير من علماء الشيعة خالفوا هذا القول.

### سبب التأليف
- ذكر النيسابوري سبب تأليف الكليني لهذا الكتاب:

«سأله بعض الشيعة من المناطق النائية تأليف كتاب الكافي لكونه بحضرة من يفاوضه ويذاكره ممن لا يثق بعلمه فألف وصنف»
- وذكر الحر العاملي أيضا أن الكليني أجاب سائله على رسالته التي ترجو تأليف الكتاب، فكتب إليه:

«قد فهمتُ يا أخي ما شكوتَ من اصطلاح أهل دهرنا على الجهالة.. وما ذكرتَ أنّ أُموراً قد أشكلت عليك... وأنك لا تجد بحضرتك مَن تُذاكره وتفاوضه ممّن تثق بعلمه فيها. وقلت أنّك تحبّ أن يكون عندك كتاب كافٍ يجمع من جميع فنون علم الدين والعمل به بالآثار الصحيحة عن الصادقين عليهم السّلام، والسنن القائمة التي عليها العمل وبها تُؤدّى فرائض الله وسُنّة نبيّه صلّى الله عليه وآله. وقلتَ: لو كان ذلك رجوتُ أن يكون سبباً يتدارك الله بمعونته وتوفيقه إخواننا، ويُقبل بهم إلى مراشدهم.. وقد يسّر الله ـ وله الحمد ـ تأليفَ ما سألت، وأرجو أن يكون بحيث توخّيت. ومهما كان فيه من تقصير، فلم تقصر نيتنا في إهداء النصيحة؛ إذ كانت واجبةً لإخواننا، مع ما رجونا أن نكون مشاركين لكلّ مَن اقتبس منه وعمل بما فيه في دهرنا هذا وفي غابره إلى انقضائه»

### أسلوب التأليف
ذكر الكليني في مقدمة كتابه أنه جمع الأحاديث وفقا لعدم معارضتها القرآن، وموافقتها للإجماع، وحينما لا يرى وجها للترجيح يرجح إحدى الروايتين المتعارضتين التي تكون أقرب إلى الصحة في نظره.

### عدد أحاديث الكتاب
- قول آغا بزرك الطهراني: أن عدد أحاديثه 16000[24]

- قول يوسف البحراني: أن عدد أحاديثه 16199.
- قول المجلسي: أن عدد أحاديثه 16121.
- قول حسين علي محفوظ: أن عدد أحاديثه 15176.
- قول عبد الرسول الغفار: أن عدد أحاديثه 15503.[25]

### خصائص الكتاب
- استفاد الكليني في زمان تأليف الكتاب من «الأصول الأربعمائة» حيث كانت في متناول يده.
- يروي الأحاديث بأقل الوسائط بسبب لقائه بأصحاب ائمة الشيعة أو من يروي عن الأصحاب.
- ساعدته معاصرته للنواب الأربعة في تنقيحه للأحاديث التي يرويها[26]

## فهرس الكتاب
یشتمل كتاب الكافي علی ثلاثة أقسام: الأصول والفروع والروضة:

### أصول الكافي
| - كتاب العقل والجهل - كتاب فضل العلم - كتاب التوحيد - كتاب الحجة | - كتاب الايمان والكفر - كتاب الدعاء - كتاب فضل القرآن - كتاب العشرة |

### فروع الكافي
| - كتاب الطهارة - كتاب الحيض - كتاب الجنائز - كتاب الصلاة - كتاب الزكاة والصدقة - كتاب الصيام - كتاب الحج - كتاب الجهاد - كتاب المعيشة - كتاب النكاح - كتاب العقيقة - كتاب الطلاق - كتاب العتق والتدبير والمكاتبة | - كتاب الصيد - كتاب الذبائح - كتاب الأطعمة - كتاب الأشربة - كتاب الزي والتجمل والمروة - كتاب الدواجن - كتاب الوصايا - كتاب المواريث - كتاب الحدود - كتاب الديات - كتاب الشهادات - كتاب القضاء والأحكام - كتاب الأيمان والنذور والكفارات |

### روضة الكافي
وتشتمل على أحاديث متنوعة ولا يضمها ترتيب معين بل وإنما هي ذات مواضيع مختلفة، ولكن هناك من يرى أن الروضة ليست قسما من كتاب الكافي لكن النجاشي والطوسي صرحا بأن الروضة هي آخر كتب الكافي.
| - تأويل وتفسير بعض آيات القرآن الكريم - وصايا وإرشادات الأئمة الأطهار - الرؤيا وأنواعها - الأوجاع وعلاجها - كيفية خلق عالم الوجود وبعض ظواهره | - تاريخ بعض الأنبياء - فضيلة الشيعة ومسؤولياتهم - بعض قضايا تاريخ صدر الإسلام وزمان خلافة أمير المؤمنين - الإمام الحجة (عج) وصفاته، وكذلك أصحابه وخصائص عصر الظهور - تاريخ بعض الصحابة والشخصيات |

## مكانة الكتاب وأهتمام العلماء به

### أقوال العلماء فيه
- المفيد: «إن كتاب الكافي من اجل كتب الشيعة وأكثرها فائدة».[31]
- الشهيد الأول: «كتاب الكافي في الحديث، الذي لم يعمل للإمامية مثله»[32]
- علي الكركي: «الكتاب الكبير في الحديث، المسمي بالكافي، الذي لم يعمل مثله...وقد جمع هذا الكتاب من الأحاديث الشرعية، والأسرار الدينية، مالا يوجد في غيره»[32]
- محمد باقر المجلسي: «أضبط الأصول وأجمعها، وأحسن مؤلفات الفرقة الناجية وأعظمها».[33]
- الشهيد الثاني: «الذي لا يوجد في الدنيا مثله جمعاً للأحاديث وتهذيباً للأبواب ، وترتيباً»[34]
- الفيض الكاشاني: «الكافي... أشرفها وأوثقها وأتمها وأجمعها، لاشتماله على الأصول من بينها، وخلوه من الفضول وشينها»[35]

- أغا بزرك الطهراني: «اجل الكتب الأربعة الأصول المعتمدة عليه لم يكتب مثله في المنقول من آل الرسول».[36]

- ونقل الأسترأبادي عن أساتذته:«أنّه لم يصنف في الإسلام نظير لكتاب الكافي».[37] وينقل أبو القاسم الخوئي عن أستاذه النائيني قوله:«إن المناقشة في إسناد روايات الكافي حرفة العاجز»[38]

### الإخبارية
ذهبت المدرسة الاخبارية أن كل الأحاديث التي في الكافي صحيحة وأن كتاب الكافي هو كمنزلة صحيح البخاري لدى أهل السنة و الجماعة، وأوجبوا العمل بكل الأحاديث مالم يكن هناك تعارض بينها وبين القرآن، ولاحاجة لعلم الرجال.
ومن أهم علماء المدرسة الأخبارية:
- محمد أمين الأسترابادي[42]
- صالح الكرزكاني[43]
- جواد سياه بوش[44]
- محمد بن علي العيثان[45]
- عبد الله بن صالح بن جمعة السماهيجي[46]
- الفيض الكاشاني[47]
- محمد الأخباري[48]

ومن أبرز الذين دعموا هذا الرأي الحر العاملي فقد ألف في نهاية كتابه وسائل الشيعة باب كامل ليثبت صحة كل الأحاديث مع الدلائل والبراهين.
ولكن هناك بعض علماء الأخباريين رفضوا هذا القول مثل يوسف البحراني في كتابه لؤلؤة البحرين قال:«قال بعض مشايخنا:أما الكافي فجميع أحاديثه حصرت في ست عشر  ألف حديث ومائة وتسعة وتسعين حديثا ، الصحيح منها باصطلاح من تأخر خمسة آلاف واثنان سبعون حديثا، والحسن مائة وأربعة وأربعون حديثا، والموثق مائة حديث وألف حديث وثمانية عشر حديثا، والقوي  منها اثنان وثلاثمائة حديث، والضعيف منها اربعامئة والتسعة الاف وخمسة وثمانون حديثا»

### الأصولية
ذهبت المدرسة الأصولية أن كتاب الكافي كغيره من الكتب فيه الصحيح والضعيف والحسن والموثق، وأوجبوا الأهتمام بعلم الرجال ودراسة سند ومتن الحديث.
أقوال علماء المدرسة الأصولية:
- أبو القاسم الخوئي:«والمتحصل أنه لم تثبت صحة جميع روايات الكافي، بل لا شك في أن بعضها ضعيفة، بل إن بعضها يطمأن بعدم صدورها من المعصوم عليه السلام. والله أعلم ببواطن الأمور.»[52]

- فخر الدين الطريحي:«أما الكافي فجميع أحاديثه حصرت في [16199] ستة عشر ألف حديث ومائة وتسعة وتسعين حديثا، الصحيح منها باصطلاح من تأخر [5072] خمسة آلاف واثنان وسبعون، [والحسن مائة وأربعة وأربعون حديثا]، والموثق [1118] ألف ومائة وثمانية عشر حديثا، والقوي منها [302] اثنان وثلاثمائة، والضعيف منها [9485]أربعمائة وتسعة آلاف وخمسة وثمانون حديثا، والله أعلم.»[53][54]

- محمد بحر العلوم:«أن الصحيح منها خمسة آلاف واثنان سبعون، والحسن مائة وأربعة وأربعون، والموثق ألف ومائة وثمانية عشر، والقوي اثنان وثلاثمائة، والضعيف تسعة آلاف وأربعمائة وخمسة وثمانون.»[55]

- آغا بزرك طهراني:«وأحاديثه حصرت في ستة عشر ألف حديث ، الصحيح ٥٠٧٢ الحسن ١٤٤ ، الموثق ١٧٨ ، القوي ٣٠٢ ، الضعيف ٩٤٨٥ ومائة وتسعة وتسعين حديثا أزيد من جميع الصحاح الست ، لأن الصحيحين أقل من سبعة آلاف.»[56][57]
- هاشم الحسني: «ومع أنه نال اعجاب الجميع وتقديرهم، لم يغال به أحد غلو محدثي السنة في البخاري، ولم يدع أحد بأنه صحيح بجميع مروياته لا يقبل المراجعة والمناقشة سوى جماعة من المتقدمين تعرضوا للنقد اللاذع من بعض من تأخر عنهم من الفقهاء والمحدثين، ولم يقل أحد: بان من روى عنه الكليني فقد جاز القنطرة كما قال الكثيرون من محدثي السنة في البخاري، بل وقف منه بعضهم موقف الناقد لمروياته من ناحية ضعف رجالها، وارسال بعضها، وتقطيعها، وغير ذلك من الطعون، التي تخفف من حدة الحماس له، والتعصب لمروياته، وحتى ان الذين لم يقروا تلك الاتهامات الموجهة إليه، ووصفوه بأنه أفيد كتب الحديث واجلها»[58]
- حسن جواهري:«ثم إنَّ كتاب الكافي يشتمل على‌ روايات عن غير الإمام عليه السلام فكيف نقول كل مافيه معتبر؟!»[59]
- مرتضى العسكري:«وما ذكرناه يدلك على أن مدرسة أهل البيت لا تعتبر أي كتاب حديث لديها صحيحا، سواء الكافي منها وما دونها شهرة، وبعدها زمانا...وانها تؤمن بأن كتاب الله القرآن وحده صحيح من الجلد إلى الجلد ولا شريك له في الصحة.»[60]
- علي آل محسن:«فأحاديث الكافي إذن فيها الصحيح وفيها الضعيف، بل إن الضعيف منها أكثر من الصحيح كما نص عليه كثير من الأعلام»[53]
- ذهب محمد البهبودي أن الأحاديث الصحيحة من غير المكرر 4428 حديث.[61]
- بين المجلسي في كتابه مرآة العقول الأحاديث الصحيحة والضعيفه[62]
- وبعض الذين يشرحون الكتاب يعلقون على سند الحديث ويبينون حاله[63]
- ولعل أهم أساب الأختلاف في عدد الأحاديث المعتبرة بسبب كتاب «الرجال» لابن الغضائري[64][65][66][67] ، فيرى جماعة أن تضعيفاته معتبرة[68][69][70] ويرى آخرون أن الكتاب موضوع ومكذوب[71][72][73] ، وكذلك من الأسباب روايات أحاديث أصحاب الإجماع - خاصة روايات محمد بن أبي عمير- فيرى جماعة أن كل أحاديثهم صحيحة حتى المراسيل[74][75][76] ، ويرى آخرون عكس ذلك[77][78][79]

### البحوث التي أنجزت حول الكافي
يعد كتاب الكافي مداراً لاهتمام علماء الشيعة في علم الحديث منذ بداية تأليفه، وقد ألفت حوله العديد من المؤلفات، وقد أحصى أغا بزرك الطهراني 27 شرح،  وسجل عبد الرسول الغقار 40 شرح للكتاب.

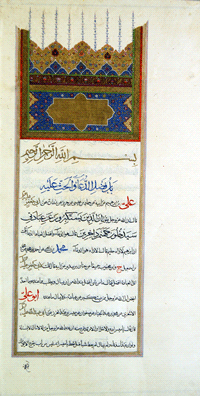
الصفحة الأولى من الكافي ، مخطوطة قديمة

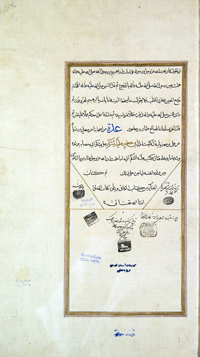
الصفحة الأخيره من الكافي

### شروح الكتاب
- شرح الكافي - لملا صدرا.
- الوافي - الفيض الكاشاني.
- مرآة العقول في شرح أخبار آل الرسول - المجلسي
- شرح محمد أمين بن محمد شريف الأسترآبادي
- شرح الكافي - للملا صالح المازندراني
- الصافي في شرح الكافي - للملا خليل القزويني.
- الرواشح السماوية في شرح الكافي - محمد باقر المحقق الداماد.
- شرح الأمير محمد معصوم بن الأمير القزويني
- الهدايا لشيعة أئمة الهدى - الميرزا محمد مجذوب التبريزي
- شرح أصول الكافي - محمد علي البلاغي
- شرح عبد العزيز الشيرواني
- شرح محمد باقر بن محمد إبراهيم القمي الهمداني
- شرح إبراهيم بن سلمان القطيفي
- شرح ابن محمد شفيع
- شرح أصول الكافي - محمد آل عبد الجبار
- شرح حمد علي الموسوي
- جمع الشتات - محمد نصير بن ملا أحمد النراقي
- توضيح الكافي - محمد قاسم بن محمد رضا الشريف
- البضاعة المزجاة - محمد حسين ابن قاريا غدي
- شرح يعقوب بن إبراهيم بن جمال بن إبراهيم البختياري الحويزي
- الكشف الوافي في شرح أصول الكافي - محمد هادي بن محمد معين الدين الشيرازي
- كشف الكافي - الشاه محمد الاصطهباناتي الشيرازي
- شرح الكافي - محمد زمان التبريزي
- شرح أصول الكافي - ابن يحيى النوري
- شرح الكافي - قاسم بن محمد بن جواد بن الوندي
- الشافي في شرح أصول الكافي، عبد الحسين الشيخ عبد الله المظفر[82]
- شرح أصول الكافي - لرفيع الدين محمد بن مؤمن الجيلاني
- شرح أصول الكافي - جعفر الحسيني الشيرازي
- شرح الكافي - عباس بن المولى حاجي الطهراني
- شرح محمد شبر بن حسين الحسيني الجنفوري
- شرح الكافي - أمير إسماعيل خاتون أبادي.
- شرح نصير الدين الطوسي.
- شرح أصول الكافي - حسين السجاسي الزنجاني.[83][84][85][86][87][88][89]

### الحواشي والتعليقات
- حاشية زين الدين أبي الحسن علي بن الشيخ حسن، صاحب «المعالم».
- حاشية محمد باقر بن محمد تقي المجلسي.
- حاشية محمد بن الحسن بن زين الدين الشهيد الثاني.
- حاشية محمد أمين بن محمد شريف الأسترآبادي.
- حاشية أبي الحسن الشريف الفتوني العاملي
- حاشية بدر الدين أحمد الأنصاري العاملي
- حاشية الشيخ أحمد بن إسماعيل الجزائري
- حاشية حيدر علي بن الميرزا محمد بن حسن الشيرواني
- حاشية السيد شبر بن محمد بن ثنوان الحويزي النجفي
- شواهد الإسلام لرفيع الدين محمد بن مؤمن الجيلاني
- حاشية نظام الدين بن أحمد الدشتگي.
- حاشية محمد بن قاسم الكاظمي
- حاشية المولى محمد باقر بن الغازي
- حاشية محمد نصير بن عبد الله المجلسي
- حاشية للمير السيد أحمد العلوي العاملي
- حاشية الشيخ عبد الحسين المظفر
- حاشية أبو القاسم الأصفهاني
- حاشية محمد حسين بن يحيى النوري
- حاشية الميرزا رفيع الدين محمد بن حيدر النائيني
- حاشية نور الدين علي بن أبي الحسن الموسوي العاملي
- حاشية المير أبي طالب بن الميرزا بيك القندرسكي
- حاشية إبراهيم بن قاسم الكاظمي
- حاشية قاسم بن محمد بن جوال الكاظمي
- حاشية المير محمد باقر الداماد الحسيني.
- حاشية علي الصغير بن زين الدين بن محمد بن الحسن بن زين الدين الشهيد الثاني.
- حاشية علي الكبير بن زين الدين بن محمد بن الحسن بن زين الدين الشهيد الثاني[90][91][92][93]

### تلخيصات وأجزاء حديثية ومقتطفات
- زبدة الكافي - محمد البهبودي.
- مختصر الكافي - الصدوق
- محاسن الأخلاق ومساوئها من أصول الكافي أسعد السيد كاظم القاضي
- الدعاء فضله وآدابه من أصول الكافي - أسعد السيد كاظم القاضي
- مختصر الكافي لمحمد جعفر بن محمد صفي الناعسي
- المختصر من الكافي - حسين بركة الشامي
- ثلاثيات الكليني ، أمين ترمس العاملي.
- الأوليات من الكافي - الطوسي
- خلاصة أصول الكافي، ترجمة علي أصغر خسروي شبستري.
- شعاع باهر من أصول الكافي، محمد الحسيني الهمداني.[94]

### معاجم وفهارس
- المعجم المفهرس لالفاظ اصول الكافي، إلياس كلانتري.
- المعجم المفهرس لالفاظ الاصول من الكافي، على رضا برازش.
- الهادى إلى الفاض اصول الكافي، سيد جواد مصطفوي.
- مفتاح الكتب الأربعة، لمحمد الموسوي
- فهرس للشيخ محمد مظفري
- فهارس احاديث اصول الكافي وفروعه والروضة، مجمع البحوث الإسلامية.
- فهارس أحاديث الكافي، مؤسسة البحوث الإسلامية في استان قدس رضوي.[95]

### الأسانيد والرجال
- تجريد أسانيد الكافي وتنقيحها، ميرزا مهدى صادقي.
- رسالة الاخبار والاجتهاد - لمحمد باقر البهبهاني
- معرفة أحوال العدة الذين يروي عنهم الكليني - محمد باقر الشفتي الأصفهاني
- الفوائد الكاشفة عن سلسلة مقطوعة، وأسماء في بعض أسانيد الكافي مستورة " حسين الطباطبائي التبريزي
- ترتيب أسانيد الكافي - حسين البروجردي.[96]
- تجريد أسانيد الكافي - حسين البروجردي
- البيان البديع في أن محمد بن إسماعيل المبدوء به في أسانيد الكافي إنما هو بزيع - حسن الصدر
- نظام الأقوال في معرفة الرجال لنظام الدين محمد بن الحسين الفرشي الساوجي
- الرواشح السماوية في شرح أحاديث الامامية محمد باقر الداماد
- رموز التفاسير الواقعة في الكافي والروضة خليل القزويني

### حول الكافي
- دفاع عن الكافي، ثامر هاشم حبيب العميدي.
- الشيخ الكليني البغدادي وكتابه الكافي ثامر هاشم حبيب العميدي
- بين الكليني وخصومه، موقف محمد أبو زهرة من الكليني
- الكليني والكافي، عبد الرسول الغفار.
- بحوث حول روايات الكافي، أمين ترمس العاملي.
- دراسات في الكافي للكليني والصحيح للبخاري، هاشم الحسني.